# Хип, Крэйг
Крэйг Хип (англ. Craig Heap, родился 10 июля 1973 года в Бернли) — британский гимнаст, дважды чемпион Игр Содружества в командном первенстве, представлял Англию и Великобританию более чем на 100 международных турнирах, многократный чемпион Великобритании.

## Биография
Крэйг пришёл в гимнастику в возрасте 9 лет, поскольку в детстве был гиперактивным: очень часто он прыгал через диван и бегал по двору, и родители отправили его с сестрой Николой в школу по гимнастике. Хип стал выступать на профессиональном уровне, несмотря на то, что гимнастика в Великобритании фактически не спонсировалась и гимнасты не получали большие деньги за выступления. Хип стал дважды чемпионом Игр Содружества в командном первенстве и выступил на Олимпиаде в Сиднее, заняв 32-е место в личном многоборье.
За свою карьеру Хип перенёс серию травм и неоднократно оперировался, но продолжал выступления. Так, ему пять раз оперировали левый локоть, также он перенёс хирургическое вмешательство после травм плеча, икр, большеберцовой кости, лодыжки и запястья. Однако вскоре Хип завершил карьеру, не желая себя травмировать. В настоящее время он участвует в различных игровых шоу Великобритании и комментирует чемпионаты мира и Олимпийские игры для телеканалов Би-би-си.